# منتخب كاسكاديا لكرة القدم
منتخب كاسكاديا لكرة القدم هو منتخب كرة قدم يمثل منطقة كاسكاديا الواقعة في الولايات المتحدة وكندا ويدار من قبل اتحاد كاسكاديا لكرة القدم. سيلعب أول مباراة له في كأس العالم لاتحاد الجمعيات المستقلة لكرة القدم 2018 في 31 مايو 2018.